# Charinus ioanniticus
Charinus ioanniticus är en spindeldjursart som först beskrevs av Kritscher 1959.  Charinus ioanniticus ingår i släktet Charinus och familjen Charinidae. Inga underarter finns listade i Catalogue of Life.